# حیات وحش مالاوی

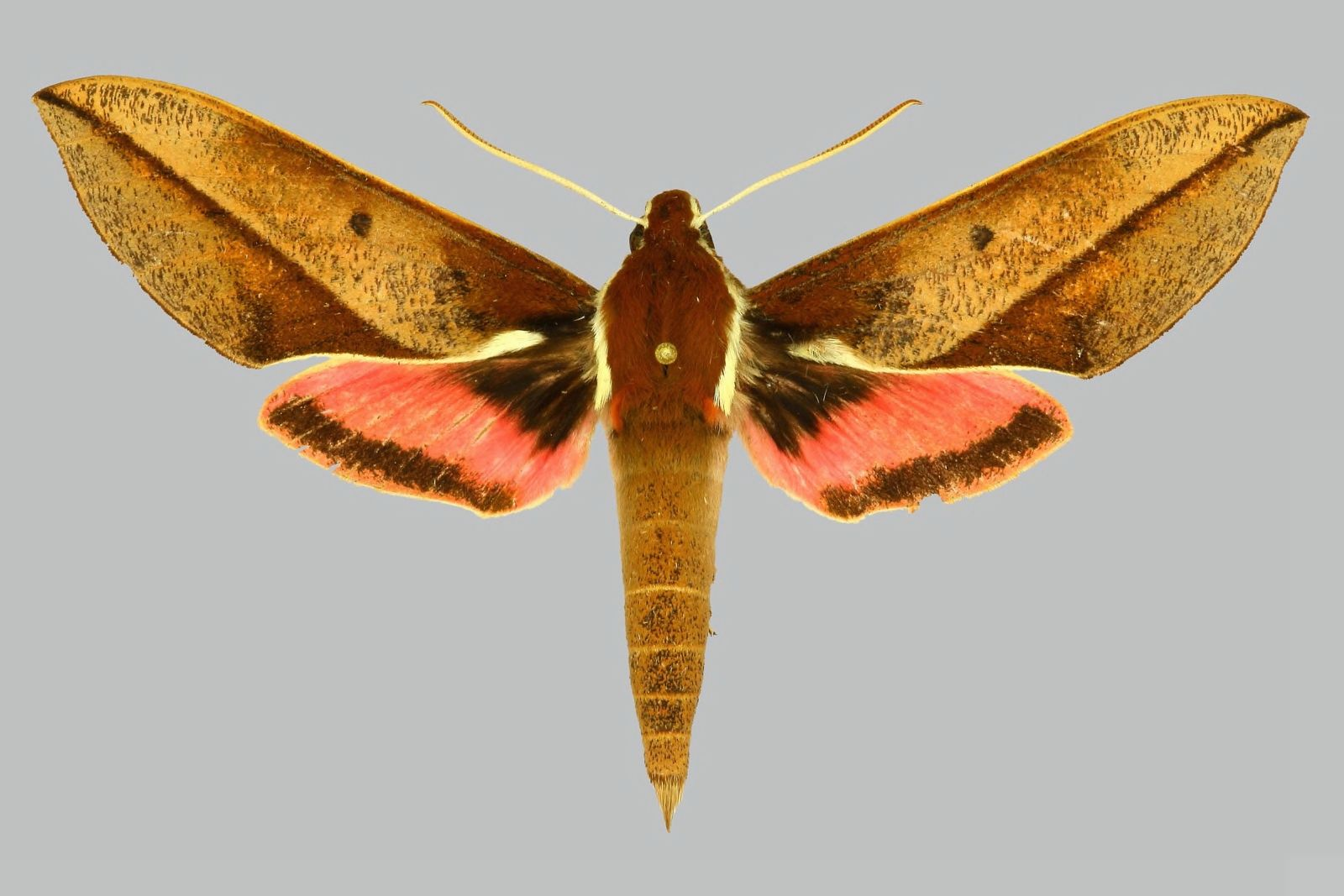
نمایی از «Chaerocina zomba» پروانهٔ بومیِ مالاوی

حیات وحش مالاوی متشکل از گیاگان و زیاگان این کشور است. حدود ۲۱٪ مالاوی برای محافظت گیاگان و زیاگان طبیعی آن به شکل پارک ملی، ذخیره‌گاه جنگلی و ذخیره‌گاه حیات وحش نگه داشته شده‌است. اینها شامل پارک ملی کاسونگو، پارک ملی نییکا، پارک ملی لنگوه، پارک ملی لیووند و پارک ملی دریاچه مالاوی هستند.

## زیاگان
در این کشور فیل، شیر، پلنگ، گاومیش آفریقایی، اسب آبی و کرگدن وجود دارند اما تعدادشان بجز در پارک‌های ملی و ذخیره‌گاه‌های شکار کم است. حیوانات پرتعدادتر شامل شغال، کفتار خالدار، گربه وحشی آفریقایی، کاراکال و یوزگربه هستند. شکارچیان کوچکتر شامل خدنگ، مشکین‌گربه، گربه زباد، قاقم دورنگ راه‌راه، گورکن عسل‌خوار، شنگ گردن‌خال‌خالی و شنگ بی‌پنجه آفریقایی هستند.